# Fiat Croma (2005)
Fiat Croma – samochód osobowy klasy średniej produkowany przez włoską markę FIAT w latach 2005 – 2011.

## Historia i opis modelu

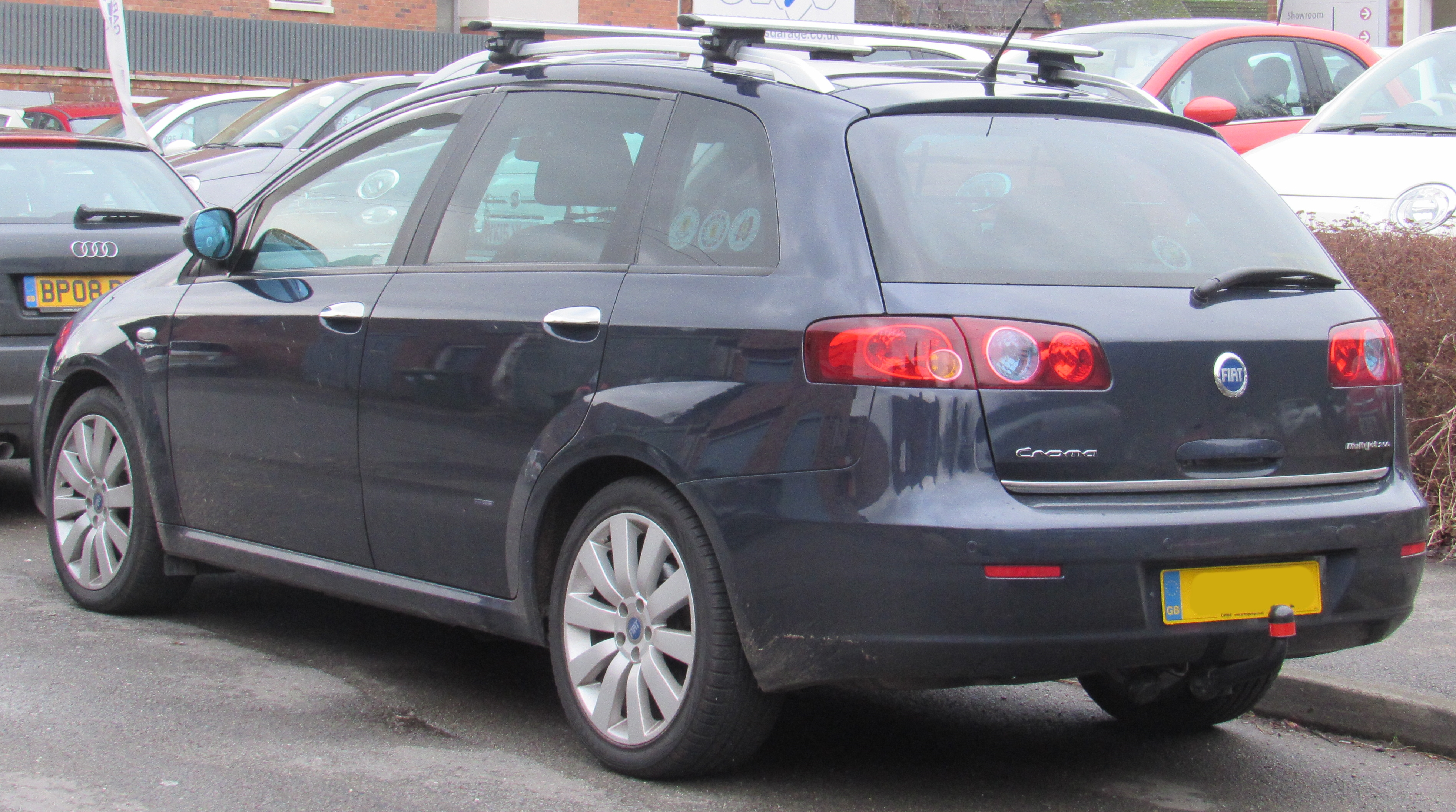
Fiat Croma - tył

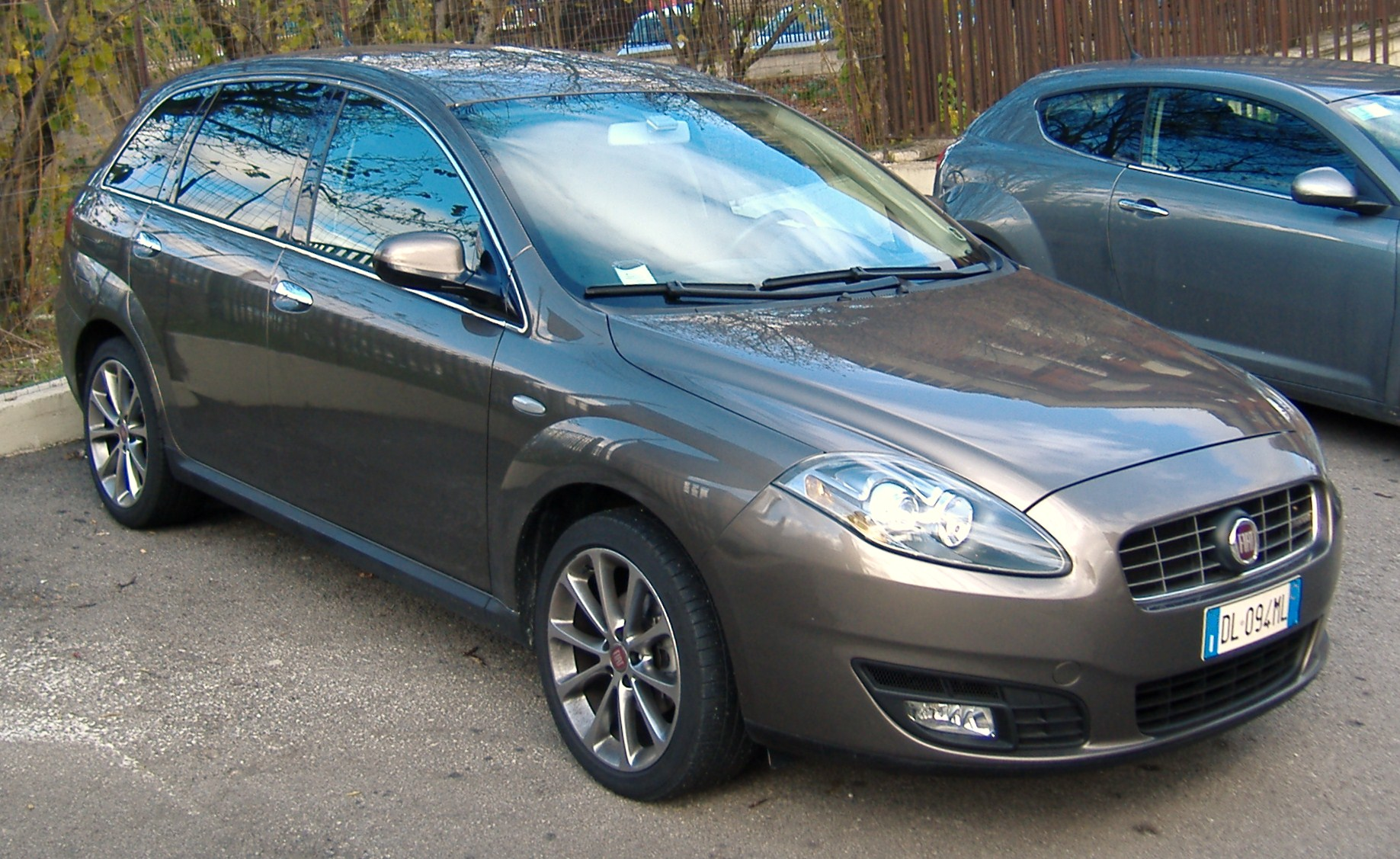
Fiat Croma po liftingu

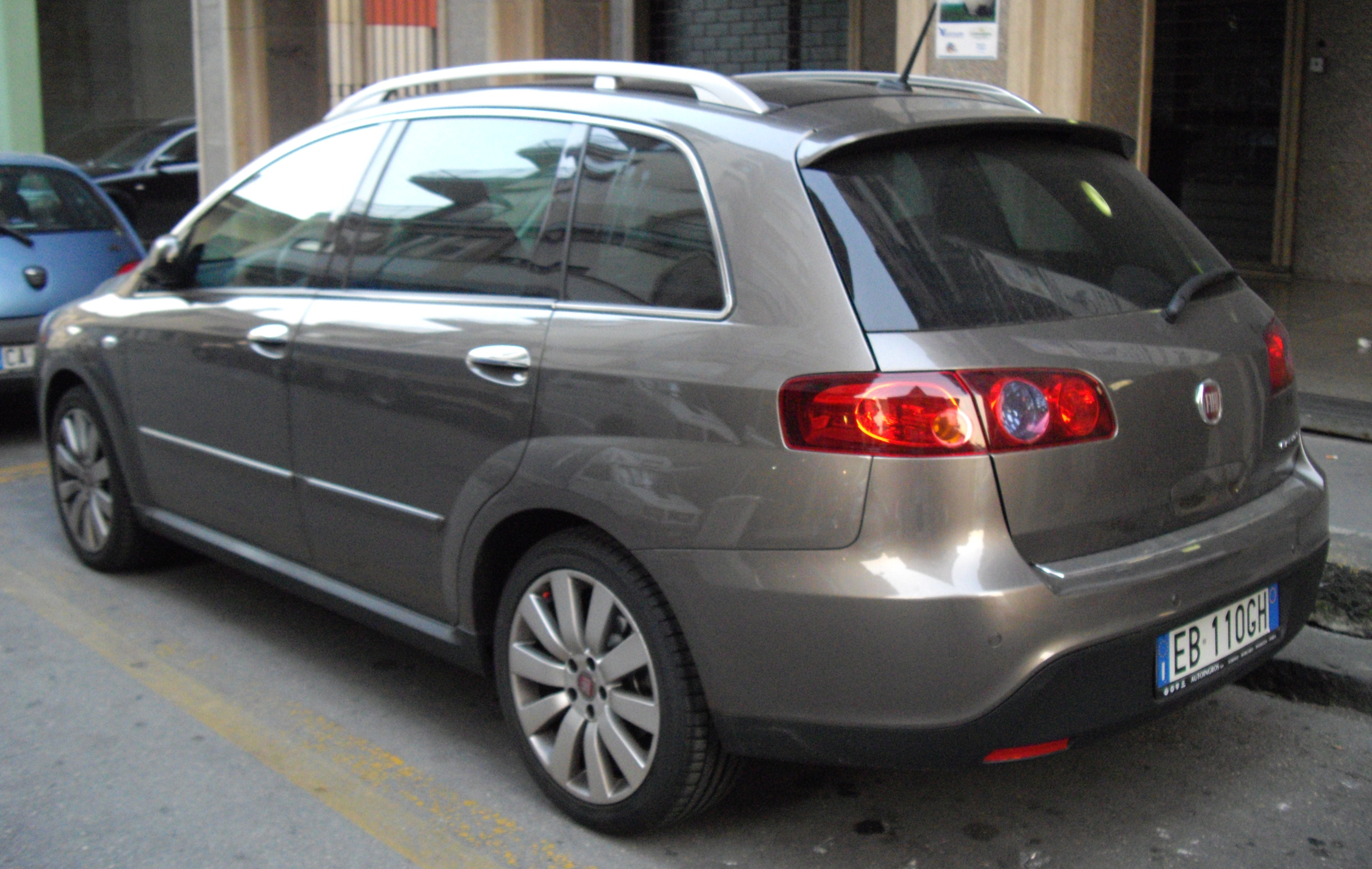
Fiat Croma – tył po liftingu

Samochód został po raz pierwszy oficjalnie zaprezentowany podczas targów motoryzacyjnych w Genewie w 2005 roku. Auto zbudowane zostało we współpracy z amerykańskim koncernem motoryzacyjnym General Motors na bazie płyty podłogowej GM Epsilon, która wykorzystana została do stworzenia do Opla Vectry C oraz Saaba 9-3 II. Pojazd dzieli z nimi także elementy zawieszenia oraz benzynowe jednostki napędowe. Auto zaprojektowane zostało przez Giorgetto Giugiaro. Pojazd otrzymał kod fabryczny (Tipo 194).
Podobnie jak w pojazdach marki Saab (m.in. w modelu 9-3) stacyjkę pojazdu umieszczono pomiędzy przednimi fotelami przy dźwigni hamulca ręcznego.
W 2007 roku auto przeszło face lifting. Przemodelowana została m.in. atrapa chłodnicy, przedni zderzak, pokrywa silnika oraz przednie reflektory. Lista dodatkowego wyposażenia pojazdu wzbogacona została o rozbudowany system multimedialny opierający się na odtwarzaczu DVD oraz technologii Blue&Me. Przy okazji liftingu do listy wyposażeniowej wersji Emotion dodano m.in. 17-calowe alufelgi, fotel pasażera składany w stolik oraz rolety przeciwsłoneczne na tylnych bocznych szybach. Samochód trafił do sprzedaży w lutym 2008 roku.

### Wersje wyposażeniowe
- Business
- Active
- Dynamic
- Emotion

Podstawowa wersja Business standardowo wyposażona została m.in. w system ABS z EBD, regulowany na wysokość fotel kierowcy z możliwością regulacji podparcia odcinka lędźwiowego, 4 poduszki powietrzne, zamek centralny, elektryczne sterowanie szyb, elektryczne sterowanie lusterek, skórzaną kierownicę oraz klimatyzację. Po liftingu wersja ta dodatkowo wyposażona została w radioodtwarzacz CD. 
Wersja Active dodatkowo wyposażona jest m.in. w dodatkowe dwie poduszki powietrzne, kolanową poduszkę powietrzną kierowcy, system ESP oraz radio. 
Wersja Dynamic dodatkowo wyposażona została m.in. w klimatyzację automatyczną, 16-calowe alufelgi, podłokietnik na tylnej kanapie oraz tempomat. 
Topowa wersja Emotion dodatkowo wyposażona jest m.in. w chromowane detale nadwozia oraz system audio Blue&Me z zestawem głośnomówiącym Bluetooth. 
Opcjonalnie auto doposażyć można było m.in. w panoramiczny dach oraz reflektory ksenonowe, a także system nawigacji satelitarnej, odtwarzacz DVD z osobnym składanym monitorem w dachu dla pasażerów tylnej kanapy oraz skórzaną tapicerkę, a także wielofunkcyjną kierownicę, światła przeciwmgłowe z funkcją doświetlania zakrętów i podgrzewane i elektrycznie sterowane fotele przednie, czujniki deszczu, cofania oraz fotochromatyczne lusterko wsteczne.

### Silniki
| Silnik                | Pojemność skokowa [cm³] | Moc maksymalna [KM] ([kW]) przy obr./min | Maks. moment obrotowy [Nm] przy obr./min | Układ i liczba cylindrów | Układ rozrządu/ liczba zaworów | Przyśpieszenie (s) 0-100 km/h | Prędkość maksymalna km/h | Spalanie (l/100 km) miasto/trasa/średnio |                    |
| Silniki benzynowe:    | Silniki benzynowe:      | Silniki benzynowe:                       | Silniki benzynowe:                       | Silniki benzynowe:       | Silniki benzynowe:             | Silniki benzynowe:            | Silniki benzynowe:       | Silniki benzynowe:                       | Silniki benzynowe: |
| --------------------- | ----------------------- | ---------------------------------------- | ---------------------------------------- | ------------------------ | ------------------------------ | ----------------------------- | ------------------------ | ---------------------------------------- | ------------------ |
| 1.8 16v               | 1796                    | 140 (103)/6300                           | 175/3800                                 | R4                       | DOHC/16                        | 10,2                          | 206                      | 9,8/6,0/7,4                              |                    |
| 2.2 16v               | 2198                    | 147 (108)/5800                           | 203/4000                                 | R4                       | DOHC/16                        | 10,1                          | 210                      | 11,5/7,0/8,6                             |                    |
| 2.2 16v Aut.          | 2198                    | 147 (108)/5800                           | 203/4000                                 | R4                       | DOHC/16                        | 10,7                          | 205                      | 13,0/7,8/9,7                             |                    |
| Silniki wysokoprężne: |                         |                                          |                                          |                          |                                |                               |                          |                                          |                    |
| 1.9 Multijet          | 1910                    | 120 (88)/4000                            | 280/2000                                 | R4                       | OHC/8                          | 11,3                          | 195                      | 7,9/5,0/6,1                              |                    |
| 1.9 Multijet          | 1910                    | 150 (110)/4000                           | 320/2000                                 | R4                       | DOHC/16                        | 9,6                           | 210                      | 8,1/4,9/6,1                              |                    |
| 1.9 Multijet Aut.     | 1910                    | 150 (110)/4000                           | 320/2000                                 | R4                       | DOHC/16                        | 9,9                           | 205                      | 9,3/5,8/7,1                              |                    |
| 2.4 Multijet Aut.     | 2387                    | 200 (147)/4000                           | 400/2000                                 | R5                       | DOHC/20                        | 8,5                           | 216                      | 10,3/5,4/7,2                             |                    |

### Sprzedaż w Polsce
| Rok  | Sprzedaż (szt.) |
| ---- | --------------- |
| 2007 | 407             |
| 2008 | 491             |
| 2009 |                 |
| 2010 |                 |
| 2011 | 23              |